# Ludovic Auger
Ludovic Auger (født 2. februar 1971) er en tidligere fransk professionel cykelrytter, som cyklede for det professionelle cykelhold Française des Jeux.